# Teddy Award
De Teddy Award is een internationale filmprijs die sinds 1987 wordt uitgereikt op het internationaal filmfestival van Berlijn aan films met lgbt-gerelateerde thema’s.
De onafhankelijke jury wordt niet geselecteerd door de organisatie van de Berlinale maar bestaat meestal uit organisatoren van lgbt-filmfestivals, die in alle secties van het filmfestival de films beoordelen die aan de lgbt-criteria voldoen. De Teddy Award en een geldprijs van 3000 euro wordt gegeven in drie categorieën: langspeelfilm, documentaire en korte film.

## Geschiedenis
De Duitse filmmakers Wieland Speck en Manfred Salzgeber vormden in 1987 de jury van de International Gay & Lesbian Film Festival Association (IGLFFA) om een speciale prijs te creëren voor lgbt-films. De eerste Teddy Award werd uitgereikt aan Pedro Almodóvar voor zijn film La ley del deseo, met Antonio Banderas in de hoofdrol.
In 1990 vond het eerste grotere festival plaats in het LGBT centrum SchwuZ in Berlijn met circa 400 gasten, georganiseerd door BeV StroganoV en medewerkers van de lhbt-boekhandel Eisenherz in Berlijn. Sinds 1992 maakt de prijs officieel deel uit van het internationaal filmfestival van Berlijn.

## Winnaars

### 1987
- Beste langspeelfilm: La ley del deseo – Pedro Almodóvar
- Beste korte film: Five Ways to Kill Yourself en My New Friend – Gus Van Sant

### 1988
- Beste langspeelfilm: The Last of England – Derek Jarman
- Beste documentaire: Rights and Reactions – Phil Zwickler
- Beste documentaire: Die Wiese der Sachen – Heinz Emigholz
- Beste korte film: Alfalfa – Richard Kwietniowski
- Prijs van de jury: Tilda Swinton
- Siegessäule (Duits magazine) lezersprijs: The Last of England – Derek Jarman

### 1989
- Beste langspeelfilm: Fun Down There – Roger Stigliano, Looking for Langston – Isaac Julien
- Beste documentaire: Tiny and Ruby: Hell Divin' Women – Greta Schiller en Andrea Weiss, Urinal – John Greyson

### 1990
- Beste langspeelfilm: Coming Out – Heiner Carow
- Beste documentaire: Tongues Untied – Marlon T. Riggs
- Beste korte film: Trojans – Constantine Giannaris
- Prijs van de jury: Silence = Death – Rosa von Praunheim

### 1991
- Beste langspeelfilm: Poison – Todd Haynes
- Beste documentaire: Paris Is Burning – Jennie Livingston
- Beste korte film: Relax – Chris Newby
- Prijs van de jury: The Making of Monsters – John Greyson
- Speciale prijs: Zapovězená láska – Vladislav Kvasnička

### 1992
- Beste langspeelfilm: Together Alone – P. J. Castellaneta
- Beste documentaire: Voices from the Front – Testing The Limits videocollectieve: Jean Carlomusto, Gregg Bordowitz, Hilary Joy Kipnis, David Meieran, Robyn Hut en Sandra Elgear
- Beste korte film: Caught Looking – Constantin Giannaris
- Prijs van de jury: Edward II – Derek Jarman
- Gastprijs: Swoon – Tom Kalin

### 1993
- Beste langspeelfilm: Wittgenstein – Derek Jarman
- Beste documentaire: Silverlake Life – Tom Joslin en Peter Friedman
- Beste korte film: P(l)ain Truth – Ilppo Pohjola
- Gastprijs: Sex is... – Marc Huestis

### 1994
- Beste langspeelfilm: Go Fish – Rose Troche
- Beste documentaire: Coming Out Under Fire – Arthur Dong
- Beste korte film: Carmelita Tropicana – Ela Troyano
- Prijs van de jury: Remembrance of Things Fast: True Stories Visual Lies – John Maybury
- Siegessäule lezersprijs: Heavy Blow – Hoang A. Duong
- Gastprijs: Fresa y chocolate – Tomas Gutierrez Alea en Juan Carlos Tabio

### 1995
- Beste langspeelfilm: The Last Supper – Cynthia Roberts
- Beste documentaire: Complaints of a Dutiful Daughter – Deborah Hoffmann
- Beste korte film: Trevor – Peggy Rajski
- Prijs van de jury: Dupe od mramora – Želimir Žilnik
- Siegessäule lezersprijs: Ballot Measure 9 – Heather McDonald
- Gastprijs: Priest – Antonia Bird

### 1996
- Beste langspeelfilm: The Watermelon Woman – Cheryl Dunye
- Beste documentaire: The Celluloid Closet – Rob Epstein en Jeffrey Friedman
- Beste documentaire: I'll Be Your Mirror – Nan Goldin en Edmund Coulthard
- Beste korte film: Unbound – Claudia Morgado Escanilla
- Beste korte film: Alkali, Iowa – Mark Christopher
- Prijs van de jury: Jerry Tartaglia voor de conservatie van de films van Jack Smith
- Siegessäule lezersprijs: Paris Was a Woman – Greta Schiller

### 1997
- Beste langspeelfilm: All Over Me – Alex Sichel
- Beste documentaire: Murder and Murder – Yvonne Rainer
- Beste korte film: Heroines of Love – Nathalie Percillier en Lily Besilly
- Speciale prijs: Romy Haag
- Siegessäule lezersprijs: All Over Me – Alex Sichel

### 1998
- Beste langspeelfilm: Hold You Tight – Stanley Kwan
- Beste documentaire: The Brandon Teena Story – Susan Muska en Gréta Olafsdóttir
- Beste korte film: Peppermills – Isabel Hegner
- Prijs van de jury: Ang Lalaki sa Buhay ni Selya – Carlos Siguion-Reyna
- Speciale prijs: Richard O'Brien
- Siegessäule lezersprijs: The Brandon Teena Story – Susan Muska en Gréta Olafsdóttir
- Speciale vermelding: Un©ut – John Greyson

### 1999
- Beste langspeelfilm: Fucking Åmål – Lukas Moodysson
- Beste documentaire: The Man Who Drove With Mandela – Greta Schiller
- Beste korte film: Liu Awaiting Spring – Andrew Soo
- Prijs van de jury: voor alle Duitse homo-lesbische Berlinale-films van 1999
- Siegessäule lezersprijs: Trick – Jim Fall

### 2000
- Beste langspeelfilm: Water Drops on Burning Rocks – François Ozon
- Beste documentaire: Paragraph 175 – Rob Epstein en Jeffrey Friedman
- Beste korte film: Hartes Brot – Nathalie Percillier
- Prijs van de jury: Drôle de Félix – Olivier Ducastel en Jacques Martineau
- Prijs van de jury: Chrissy – Jacqui North
- Siegessäule lezersprijs: Drôle de Félix – Olivier Ducastel en Jacques Martineau

### 2001
- Beste langspeelfilm: Hedwig and the Angry Inch – John Cameron Mitchell
- Beste documentaire: Trembling Before G-d – Sandi Simcha DuBowski
- Beste korte film: Erè Mèla Mèla – Daniel Wiroth
- Prijs van de jury: Forbidden Fruit – Sue Maluwa-Bruce en Beate Kunath
- Speciale prijs: Moritz de Hadeln
- Siegessäule lezersprijs: The Iron Ladies – Yongjoot Thongkontoon

### 2002
- Beste langspeelfilm: Walking on Water – Tony Ayres
- Beste documentaire: Alt om min far – Even Benestad
- Beste korte film: Celebration – Daniel Stedman
- Prijs van de jury: Just a Woman – Mitra Farahani
- Siegessäule lezersprijs: Walking On Water – Tony Ayres

### 2003
- Beste langspeelfilm: A Thousand Clouds of Peace – Julián Hernández
- Beste documentaire: Talk Straight: The World of Rural Queers – Jochen Hick
- Beste korte film: Precious Moments – Lars Krutzkoff en Jan Dalchow
- Speciale prijs: Friedrich Wilhelm Murnau
- Siegessäule lezersprijs: The Event – Thom Fitzgerald

### 2004
- Beste langspeelfilm: Wild Side – Sébastien Lifshitz
- Beste documentaire: The Nomi Song – Andrew Horn
- Beste korte film: ¿Con qué la lavaré? – Maria Trénor
- Speciale prijs: Edition Salzgeber
- Siegessäule lezersprijs: D.E.B.S. – Angela Robinson

### 2005
- Beste langspeelfilm: A Year Without Love – Anahí Berneri
- Beste documentaire: Katzenball – Veronika Minder
- Beste korte film: The Intervention – Jay Duplass
- Siegessäule lezersprijs: Transamerica – Duncan Tucker

### 2006
- Beste langspeelfilm: The Blossoming of Maximo Oliveros – Auraeus Solito
- Beste documentaire: Beyond Hatred – Olivier Meyrou
- Beste korte film: El día que morí – Maryam Keshavarz
- Prijs van de jury: Combat – Patrick Carpentier
- Siegessäule lezersprijs: Paper Dolls – Tomer Heymann

### 2007
- Beste langspeelfilm: Spider Lilies – Zero Chou
- Beste documentaire: A Walk Into the Sea: Danny Williams and the Warhol factory – Esther B. Robinson
- Speciale prijs: Helmut Berger voor zijn volledige oeuvre
- Siegessäule lezersprijs: The Bubble – Eytan Fox
- Guest award: Notes on a Scandal – Richard Eyre
- Speciale prijs: La León – Santiago Otheguy

### 2008
- Beste langspeelfilm: The Amazing Truth about Queen Raquela – Olaf de Fleur
- Beste documentaire: Football Under Cover – David Assman en Ayat Najafi
- Beste korte film: Ta – Felipe Sholl
- Prijs van de jury: Be Like Others – Tanaz Eshaghian
- Siegessäule lezersprijs: Be Like Others – Tanaz Eshaghian
- Speciale prijs: Keith Collins, Simon Fisher Turner, Isaac Julien, James Mackay en Tilda Swinton, die de erfenis van filmmaker Derek Jarman verzorgden.

### 2009
- Beste langspeelfilm: Rabioso sol, rabioso cielo – Julián Hernández
- Beste documentaire: Fig Trees – John Greyson
- Beste korte film: A Horse Is Not a Metaphor – Barbara Hammer
- Siegessäule lezersprijs: City of Borders – Yun Suh
- Speciale prijs: Joe Dallesandro, John Hurt

### 2010
- Beste langspeelfilm: The Kids Are All Right – Lisa Cholodenko
- Beste documentaire: The Mouth of the Wolf – Pietro Marcello
- Beste korte film: The Feast of Stephen – James Franco
- Siegessäule lezersprijs: Postcard to Daddy – Michael Stock
- Prijs van de jury: Open – Jake Yuzna
- Speciale prijs: Werner Schroeter

### 2011
- Beste langspeelfilm: Ausente – Marco Berger
- Beste documentaire: The Ballad of Genesis and Lady Jay – Marie Losier
- Beste korte film: Generations – Barbara Hammer en Gina Carducci; en Maya Deren's Sink – Barbara Hammer
- Prijs van de jury: Tomboy – Céline Sciamma
- Speciale prijs: Pieter-Dirk Uys en Evita Bezuidenhout

### 2012
- Beste langspeelfilm: Keep the Lights On – Ira Sachs
- Beste documentaire: Call Me Kuchu – Malika Zouhali-Worrall en Katherine Fairfax Wright
- Beste korte film: Loxoro – Claudia Llosa
- Prijs van de jury: Jaurès – Vincent Dieutre
- Siegessäule lezersprijs: Parada – Srđan Dragojević
- Speciale prijs: Ulrike Ottinger en Mario Montez

### 2013
- Beste langspeelfilm: W imię... – Małgorzata Szumowska
- Beste documentaire: Bambi – Sébastien Lifshitz
- Beste korte film: Ta av mig – Victor Lindgren
- Prijs van de jury: Concussion – Stacie Passon
- Siegessäule lezersprijs: W imię... – Małgorzata Szumowska
- Speciale prijs: STEPS for the Future

### 2014
- Beste langspeelfilm: Hoje Eu Quero Voltar Sozinho – Daniel Ribeiro
- Beste documentaire: Der Kreis – Stefan Haupt
- Beste korte film: Mondial 2010 – Roy Dib
- Prijs van de jury: Pierrot Lunaire – Bruce LaBruce
- Speciale prijs: Rosa von Praunheim

### 2015
- Beste langspeelfilm: Nasty Baby – Sebastián Silva
- Beste documentaire: El hombre nuevo – Aldo Garay
- Beste korte film: San Cristobal – Omar Zúñiga Hidalgo
- Prijs van de jury: Stories of Our Lives – Jim Chuchu
- Speciale prijs: Udo Kier

### 2016
- Beste langspeelfilm: Kater – Händl Klaus
- Beste documentaire: Kiki – Sara Jordenö
- Beste korte film: Moms on Fire – Joanna Rytel
- Prijs van de jury: Nunca vas a estar solo (You'll Never Be Alone) – Álex Anwandter
- Speciale prijs: Christine Vachon
- Prijs van de jury: Mãe só há uma (Don't Call Me Son) - Anna Muylaert
- Publieksprijs: Théo et Hugo dans le même bateau - Olivier Ducastel en Jacques Martineau

### 2017
- Beste langspeelfilm: Una mujer fantástica (A Fantastic Woman) – Sebastián Lelio
- Beste documentaire: Small Talk – Hui-chen Huang
- Beste korte film: My Gay Sister – Lia Hietala
- Prijs van de jury: Karera ga Honki de Amu toki wa (Close Knit) – Naoko Ogigami
- Speciale prijs: Monika Treut
- Männer lezersprijs: God's Own Country - Francis Lee

### 2018
- Beste langspeelfilm: Tinta bruta (Hard Paint) — Filipe Matzembacher en Marcio Reolon[1]
- Beste documentaire: Bixa Travesty (Tranny Fag) — Claudia Priscilla en Kiko Goifman
- Beste korte film: Three Centimetres (Generation) — Lara Zeidan
- Prijs van de jury: Obscuro Barroco — Evangelia Kranioti
- Beste debuutfilm: Retablo — Alvaro Delgado-Aparicio
- Mannschaft lezersprijs: Las herederas — Marcelo Martinessi (Paraguay)

### 2019
- Beste langspeelfilm: Breve historia del planeta verde — Santiago Loza
- Beste documentaire: Lemebel — Joanna Reposi Garibaldi
- Beste korte film: Entropia — Flóra Anna Buda
- Prijs van de jury: A Dog Barking at the Moon — Xiang Zi
- Lezersprijs: Breve historia del planeta verde — Santiago Loza

### 2020
- Beste langspeelfilm: Futur Drei (No Hard Feelings) — Faraz Shariat
- Beste documentaire: Si c'était de l'amour — Patric Chiha
- Beste korte film: Playback. Ensayo de una despedida — Agustina Comedi
- Prijs van de jury: Rizi (Days) — Tsai Ming-liang
- Beste debuutfilm: Futur Drei — Faraz Shariat

### 2021
- Beste langspeelfilm: Miguel's War — Eliane Raheb
- Beste korte film: International Dawn Chorus Day — John Greyson
- Prijs van de jury: Instructions for Survival — Yana Ugrekhelidze

### 2022
- Beste langspeelfilm: Três tigres tristes — Gustavo Vinagre
- Beste documentaire: Alis — Clare Weiskopf
- Beste korte film: Mars Exalté — Jean-Sébastien Chauvin
- Prijs van de jury: Nelly & Nadine — Magnus Gertten

### 2023
- Beste langspeelfilm: All the Colours of the World Are Between Black and White — Babatunde Apalowo
- Beste documentaire: Orlando, ma biographie politique — Paul B. Preciado
- Beste korte film: Marungka tjalatjunu — Matthew Thorne
- Prijs van de jury: Silver Haze — Vicky Knight

### 2024
- Beste langspeelfilm: All Shall Be Well — Ray Yeung
- Beste documentaire: Teaches of Peaches — Judy Landkammer, Philipp Fussenegger
- Beste korte film: Grandmamauntsistercat — Zuza Banasińska
- Prijs van de jury: Crossing — Levan Akin

### 2025
- Beste langspeelfilm: Lesbian Space Princess — Emma Hough Hobbs en Leela Varghese[2]
- Beste documentaire: Satanische Sau — Rosa von Praunheim
- Beste korte film: Lloyd Wong, Unfinished — Lesley Loksi Chan
- Prijs van de jury: Wenn du Angst hast nimmst du dein Herz in den Mund und lächelst — Marie Luise Lehner